# П'ятнадцять мільйонів нагород
«П'ятнадцять мільйонів нагород» — другий епізод першого сезону телесеріалу «Чорне дзеркало». Головні ролі виконали Деніел Калуя та Джессіка Браун Фіндлей. Сценарій написали творець серіалу Чарлі Брукер та його дружина Конні Гак (у титрах вказана під справжнім ім'ям Канак Гак). Прем'єра епізоду відбулась 11 грудня 2011 на телеканалі Channel 4.

## Сюжет
Всесвіт, описаний в епізоді, є сатирою на розважальні шоу. У цьому світі кожна людина повинна виробляти електроенергію за допомогою динамо-машини у вигляді велосипеда. За це люди отримують валюту, що називається «нагороди». Щоденна робота переривається рекламою, яку не можна пропустити без грошового штрафу. Гладкі люди вважаються людьми третього сорту: їм дозволяють або працювати прибиральниками, або брати участь у розважальних шоу, де їх принижують.
Бінгем «Бінг» Медсен (Деніел Калуя) успадкував 15 мільйонів нагород від свого померлого брата, тож має змогу пропускати рекламу тоді, коли не хоче її бачити. У туалеті він чує, як співає Ебі (Джессіка Браун Фіндлей), та спонукає її взяти участь у шоу «Hot Shot», схожому на «X-Фактор», яке дає змогу людям вирватись з фактичного рабства. Бінг вважає, що у його світі немає нічого справжнього, вартого того, щоб його купити, тож витрачає усі свої 15 мільйонів нагород на квиток на шоу для Ебі. Перед виходом на сцену Ебі змушують випити наркотичний напій. Судді (Руперт Еверетт, Джулія Девіс, Ешлі Томас) та глядачі добре сприймають її кавер-версію пісні «Anyone Who Knows What Love Is», проте судді заявляють, що у цьому сезоні немає місця для співаків, тож їй пропонують стати акторкою на порнографічному телеканалі. Під дією наркотиків, Ебі погоджується.
Бінг повертається до своєї кімнати без Ебі та нагород. Коли перед ним з'являється реклама з Ебі у порнофільмі, він не має грошей, аби пропустити цю рекламу. У відчаї він намагається вирватись із кімнаті та розбиває скло. Уламок скла він ховає у себе під ліжком. Після цього він починає дуже ощадливе життя та важко працює, і за короткий час знову накопичує 15 мільйонів нагород, щоб знову прийти на запис програми «Hot Shot» .
На сцені він перериває свій танцювальний виступ, підносить до свого горла шматок битого скла і погрожує убити себе у прямому ефірі. Він виголошує палку промову про те, який несправедливий світ і про те, якими черствими стали люди, а також висловлює обурення з того, як судді спаплюжили дар Ебі — те єдине справжнє, що було в його житті. Судді, замість того, щоб сприйняти всерйоз його слова, високо оцінюють «виступ» та обіцяють йому шоу на одному з каналів, де він зможе казати про систему все, що захоче.
Бінг приймає пропозицію. Пізніше його показують, коли він завершує запис однієї з його передач у пентгаузі. Він наливає собі свіжого апельсинового соку і виглядає у панорамне вікно, за яким видно зелений ліс, що простягається до горизонту. Завдяки ефекту паралаксу стає зрозуміло, що світ за вікном справжній.

## Список персонажів
- Бінг (протагоніст)

Мотивація: Розчарувавшись у деспотичному суспільстві, він прагне автентичності та свободи.
Важливість для сюжету: Подорож Бінга рухає розповіддю, починаючи з його початкового розчарованого стану і закінчуючи його потужним повстанням проти системи.
Інша інформація: Вирішальний виступ Бінга проти гнітючої системи суспільства змушує замислитися і кидає виклик ілюзіям свободи.
- Абі

Мотивація: Співачка-початківець, вона мріє вирватися з одноманітності свого життя і зайнятися своїм захопленням.
Важливість для сюжету: Талант Абі та її участь у шоу талантів «Hot Shot» створюють поворотний момент у сюжеті, приводячи до появи Бінга і подальших подій.
Інша інформація: Характер Абі підкреслює труднощі, з якими стикаються люди, коли їм надаються компромісні можливості для просування по службі.
- Суддя Хоуп

Мотивація: Як видатний діяч, який спостерігає за «Гарячим пострілом», він має значний вплив на долі конкурсантів.
Важливість для сюжету: Суддя Хоуп репрезентує динаміку влади в суспільстві та слугує каталізатором вибору і дій персонажів.
Інша інформація: Персонаж судді Хоупа демонструє маніпулятивну природу можновладців та їхній вплив на життя людей.

## Основні теми
1. Технологія та її вплив: Серія присвячена наслідкам і потенційним небезпекам розвитку технологій, таких як штучний інтелект, віртуальна реальність, соціальні мережі та системи спостереження.
2. Соціальні медіа та цифрова культура: «Чорне дзеркало» досліджує вплив і вплив соціальних медіа на суспільство, включно з темами онлайн-ідентичності, кіберзалякування, онлайн-затвердження та ерозії приватного життя.
3. Штучний інтелект і робототехніка: Серіал досліджує етичні дилеми і наслідки створення інтелектуальних машин, заглиблюючись у такі теми, як свідомість, стосунки між людиною і машиною і потенційна втрата контролю над просунутим штучним інтелектом.
4. Реаліті-шоу і розваги: «Чорне дзеркало» критикує одержимість реаліті-шоу, шоу талантів та індустрією розваг, часто досліджуючи теми експлуатації, втрати приватності та маніпулювання людськими емоціями з розважальною метою.
5. Спостереження і приватне життя: У серіалі порушуються питання про державу спостереження, урядовий контроль і ерозію приватного життя в технологічно розвиненому суспільстві.
6. Стосунки та людські зв'язки: Серіал досліджує вплив технологій на людські стосунки, близькість та емоційні зв'язки, порушуючи питання про справжність взаємодії в цифрову епоху.
7. Мораль та етичні дилеми: «Чорне дзеркало» представляє сценарії, які кидають виклик суспільним нормам і моральним кордонам, часто ставлячи героїв у складні ситуації, де їм доводиться робити важкий етичний вибір.
8. Технології майбутнього і спекулятивне майбутнє: У серіалі представлено умоглядні сценарії майбутнього, які екстраполюються на сучасні технологічні тенденції[1].

## Критика
The A.V. Club у рецензії охарактеризував другий епізод Чорного дзеркала як чудовий приклад для наслідування антиутопіям: «15 мільйонів нагород — набагато потужніше, ніж Державний гімн, — з усякого погляду. Це приклад сліпучої наукової фантастики, що вибудовує свій світ неквапливо, але досконало протягом усієї години і дає чітке попередження про майбутнє, що вже майже настало. 'Державний гімн' був сірим та похмурим, його важко дивитись. Натомість П'ятнадцять мільйонів нагород лякає так, як має лякати добра антиутопія».
Оглядач Dan of Geek назвав епізод одним із найзахопливіших на сучасному телебаченні: «Тепла історія стосунків Бінга та Ебі на контрастному тлі холодних екранів телевізорів, глузливих аватарів та маніпуляторів з реаліті-шоу — одна з найзворушливіших, що я бачив останнім часом».
Channel 4 назвав епізод свіжим поглядом на типовий конфлікт: «Звісно, все це давно знайомі тропи, але вони були розкриті кмітливо, зі стилем та  в'їдливим почуттям гумору».